# 威奇爾維爾 (阿肯色州)
威奇爾維爾（英語：Witcherville）是位於美國阿肯色州錫巴斯琴縣的一個非建制地區。該地的面積和人口皆未知。

## 地理
威奇爾維爾的座標為35°08′34″N 94°15′51″W / 35.14278°N 94.26417°W，而該地的平均海拔高度為米（即英尺）。